# Tarántula Tour
Tarántula Tour fue la gira que realizó Mónica Naranjo en 2008, Se inició el 1 de agosto de 2008 en Candelaria, (Tenerife) y terminó el 9 de octubre de 2008 en Zaragoza. Tarántula Tour fue la cuarta gira de Mónica Naranjo, desde el Tour Minage en 2000.

## Repertorio de la gira
1. "Resurrección (Intro)"
2. "Desátame"
3. "Entender el amor"
4. "Sólo se vive una vez"
5. "Pantera en libertad"
6. "Perra enamorada"
7. "Usted"
8. "Todo mentira"
9. "Diles que no"
10. "Idilio (Interludio Bailarines)"
11. "Kambalaya"
12. "Para siempre"
13. "Amor y lujo"
14. "Europa"
15. "Sobreviviré"

## Fechas de la gira
| Europa                   |                     |        |                                    |
| 1 de agosto de 2008      | Tenerife            | España | Candelaria                         |
| 4 de agosto de 2008      | Águilas (Murcia)    | España | Campo de fútbol Hermanos Buitrago  |
| 6 de agosto de 2008      | El Ejido (Almería)  | España | Estadio municipal de Santo Domingo |
| 8 de agosto de 2008      | Málaga              | España | Playa de la Cizaña                 |
| 10 de agosto de 2008     | Tarragona           | España | Paradis-Les Carpe de Roda de Bara  |
| 29 de agosto de 2008     | Castellón           | España | Estadio Noulas                     |
| 5 de septiembre de 2008  | Murcia              | España | Cuartel de Artillería              |
| 11 de septiembre de 2008 | Valencia            | España | Plaza de Toros de Valencia         |
| 13 de septiembre de 2008 | Campello (Alicante) | España | Campo municipal de fútbol          |
| 17 de septiembre de 2008 | Badalona            | España | Pavelló Olímpic de Badalona        |
| 19 de septiembre de 2008 | Madrid              | España | Palacio de Deportes                |
| 27 de septiembre de 2008 | Bilbao              | España | Bilbao Exhibition Centre           |
| 9 de octubre de 2008     | Zaragoza            | España | Fiestas del Pilar                  |

## DVD
El DVD de la gira Tarántula fue grabado en el Palacio de los Deportes de Madrid el 19 de septiembre de 2008, y lanzado a la venta con el nombre de Stage el 24 de marzo de 2009, en tres formatos algo distintos:
- Edición estándar DVD+CD.
- Edición especial caja con holograma DVD+CD.
- Edición de lujo LIBRO+DVD+CD.